# Isozaki Atea

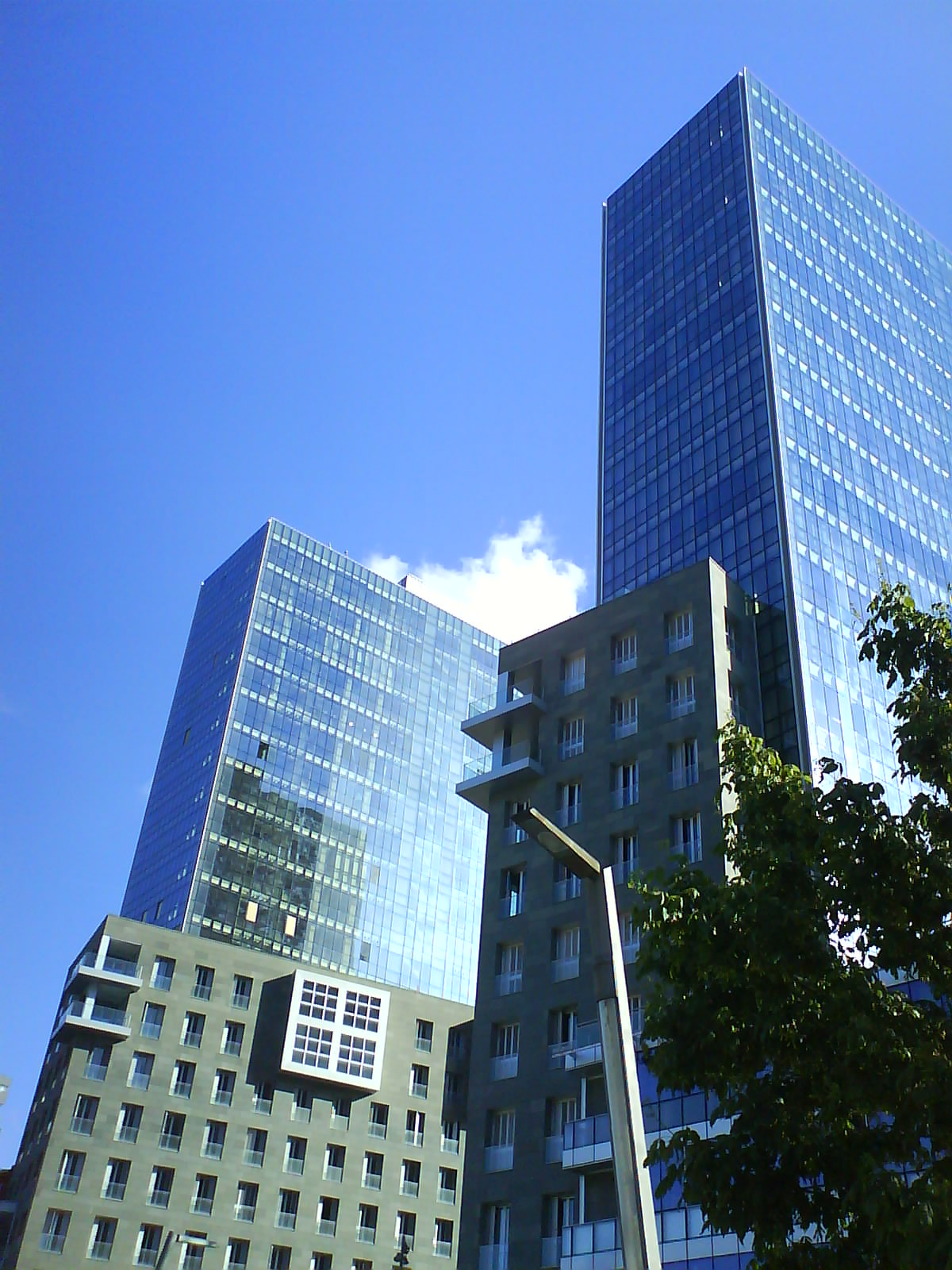
Las torres desde el paseo de Uribitarte

Isozaki Atea (en español: 'Puerta Isozaki') es como se conoce a un complejo de siete edificios diseñado por el arquitecto japonés Arata Isozaki con la colaboración del arquitecto bilbaíno Iñaki Aurrekoetxea, en el distrito de Abando, en Bilbao, España. Se compone de dos torres gemelas de 82 metros y 23 plantas, y cinco edificios de entre 6 y 8 pisos.
Tiene una superficie total de 84 000 m², de los cuales 8200 m² están destinados a la actividad comercial, mientras que los restantes constituyen 317 viviendas, cuyos precios oscilan entre 400 000 y 800 000 €. En el complejo se asientan las sedes de Eusko Ikaskuntza, Unesco Etxea y el Instituto Europa de los Pueblos.

## Historia
Después de haberse intentado por diferentes iniciativas privadas rehabilitar el antiguo Depósito Franco, situado en el Muelle de Uribitarte, y no habiéndose logrado este objetivo, se planteaba un importante y complejo problema urbanístico en Uribitarte.
Por un lado, la pasarela Zubizuri diseñada por Santiago Calatrava no conecta exactamente con la zona del Ensanche, donde existe vida cotidiana intensa, creando una barrera física entre ésta y la ría. Éste es un problema genérico que existe en Bilbao, dado que la ciudad ha vivido siempre de espaldas a la ría. No existe conexión directa con la ría, motor de las actividades industriales de la ciudad.
Por otro lado, el Ayuntamiento lleva ya varios años con el intento de crear elementos importantes a lo largo de la ría. Claros exponentes de este criterio son puntos como el Museo Guggenheim Bilbao, el paseo de Abandoibarra, el Palacio Euskalduna y las demás obras de la Sociedad Bilbao Ría 2000, con el fin de dirigir la recuperación y transformación de las zonas degradadas de Bilbao y su área metropolitana. 
Así, sumándose a estas construcciones, se pretendía también la construcción de una plaza pública sobre la colindante calle Marina, y resolver así la problemática de un desnivel de unos 14 metros entre la ría y la zona del Ensanche.
Posteriormente, la empresa promotora Vizcaína de Edificaciones, de Grupo Urvasco S.A., gestionó con los propietarios del solar sito al otro lado de la calle Marina la realización de una actuación conjunta del área, y el proyecto de la plaza quedó atrás. 
La nueva solución, expuesta por el arquitecto japonés Arata Isozaki fue diseñar una gran escalinata, que tiene una anchura de unos 50 metros, en el encuentro con el paseo de Uribitarte, en equivalencia a la de la plaza de España en Roma, para conectar estos dos niveles y hacer dos edificios de 23 plantas y unos 82 metros de altura a ambos lados de la escalinata. Era la propuesta de diseñar una puerta a Bilbao en el siglo XXI con el fin de conectar el Ensanche y la ría. De ahí el nombre de las torres, Isozaki Atea, que en euskera significa Puerta Isozaki.
Con las torres ya construidas, la elección de diferentes acabados pretende formar un conjunto diversificado y diferenciador respecto a las viviendas masificadas habituales. Se ha empleado vidrio en la fachada de las torres y aplacado de piedras y ladrillo visto o vidrios en los bloques restantes, diferenciando los distintos volúmenes que componen el conjunto con la textura del material.

## Pasarela Isozaki

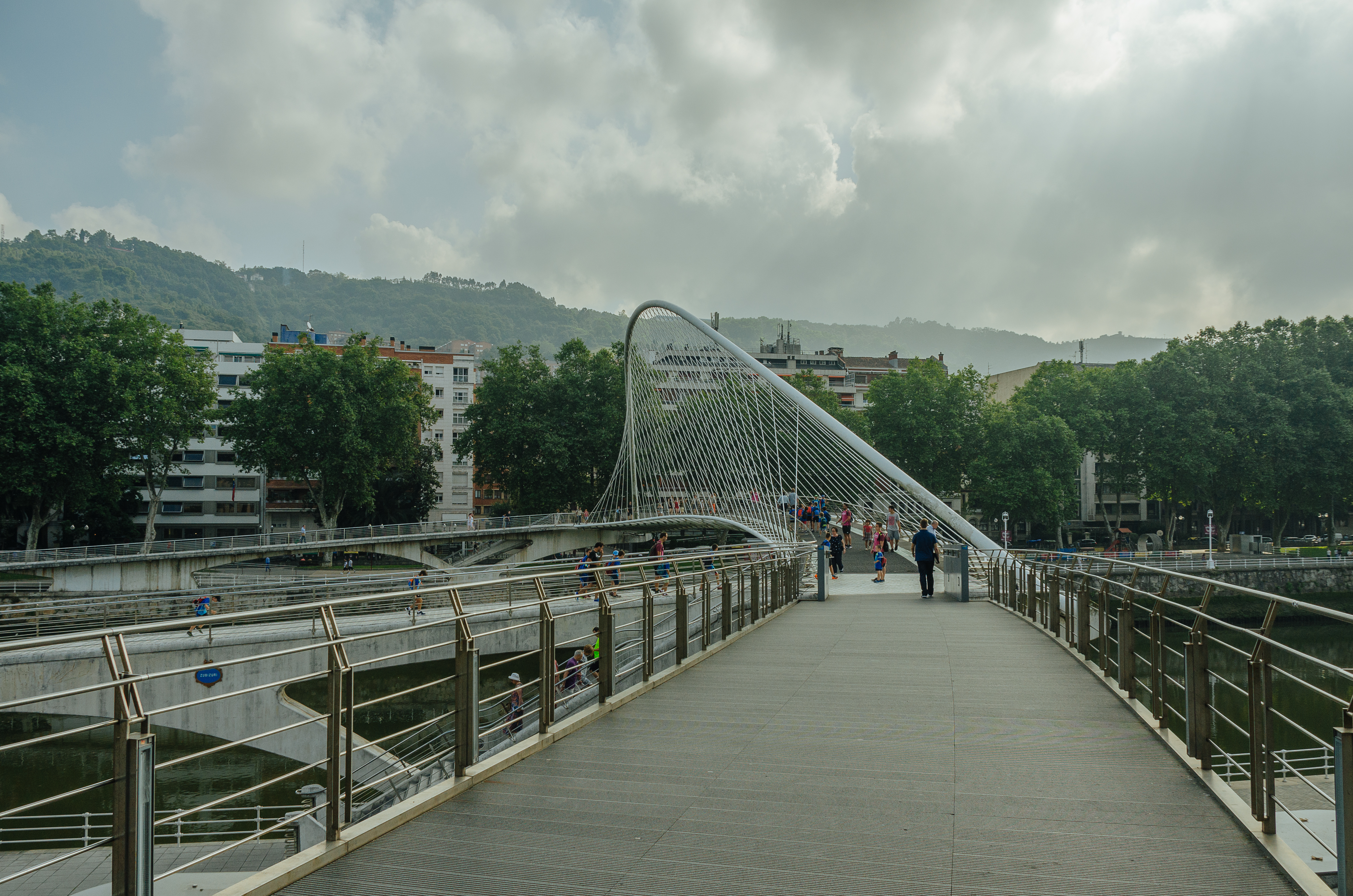
Pasarela Isozaki

Dado que seguía existiendo el problema de la pasarela Zubizuri, Isozaki decidió crear su propia pasarela, la pasarela Isozaki, y unirla con la ya existente de Calatrava. El Ayuntamiento de Bilbao autorizó la obra por estar prevista en el Plan General.
Este hecho desencadenó en febrero de 2007 la denuncia de Calatrava al Ayuntamiento de Bilbao y los promotores del proyecto, por vulnerar sus derechos de propiedad intelectual, ya que una barra de metal de su pasarela fue cortada.
El alcalde de Bilbao, Iñaki Azkuna, con el apoyo del resto de los concejales, reclamó los derechos de los dueños sobre los del arquitecto, así como la funcionalidad de la nueva pasarela, y recordaron las caídas de los usuarios del puente y el coste de las reparaciones del suelo de cristal (6000 euros al año según el portavoz del Partido Popular, Antonio Basagoiti).
Juristas y arquitectos locales apoyaron la posición del alcalde, argumentando que las modificaciones no afectaban los derechos de Calatrava.
En noviembre de 2007, un juez local acordó que había un daño en los derechos morales del creador; sin embargo falló a favor del Concejo bilbaíno y permitió la conexión de Isozaki. Por su parte, Calatrava declaró su intención de apelar el fallo.

## Comunicaciones
- Estación de Uribitarte del tranvía de Bilbao.